# Ниархос, Ставрос
Ставрос Спиру Ниархос (греч. Σταύρος Σπύρου Νιάρχος, 3 июля 1909 ― 15 апреля 1996) ― греческий миллиардер, магнат судоходства. Начиная с 1952 года он строил для своего флота самые большие в мире супертанкеры. Движимый как Суэцким кризисом, так и растущим спросом на нефть, он и его соперник Аристотель Онассис стали гигантами в области глобальных перевозок нефти.

## Юность
Ставрос родился в Афинах в зажиточной семье Спироса Ниархоса и его жены Евгении Кумантарос, богатой наследницы. Его прапрадед Филиппос Ниархос, греческий экспедитор в Валлетте, женился на дочери из знатной мальтийской семьи, младшие отпрыски которой переехали в Грецию, чтобы основать свой торговый бизнес с Мальты. Его родители были натурализованными американцами, которые владели универмагом в Буффало, штат Нью-Йорк, до возвращения в Грецию, за три месяца до его рождения. Они ненадолго вернулись в Буффало, а юный Ставрос поступил в начальную школу Академии Нардина. Затем они навсегда вернулись в Грецию. Ставрос учился в лучшей частной школе города, прежде чем поступить в университет. Он изучал юриспруденцию в Афинском университете, после чего пошел работать на своих дядей по материнской линии в зерновом бизнесе семьи Кумантарос. В этот период он занялся судоходством, убедив своих дядей, что их фирма была бы более прибыльной, если бы у нее были собственные суда.

## Карьера
Ниархос служил морским офицером во время Второй мировой войны, во время которой часть торгового флота, который он создал вместе со своим дядей, была уничтожена. Он потратил около двух миллионов долларов в качестве страхового возмещения на строительство нового флота. Его самым известным активом была яхта Atlantis, в настоящее время известная как Issham al Baher после того, как она была подарена королю Саудовской Аравии Фахду.
Затем он основал международную судоходную компанию, Niarchos Ltd.,  которая в свое время эксплуатировала более 80 танкеров по всему миру. Он и Аристотель Онассис являлись конкурентами в области судоходства. В 1952 году были построены нефтяные супертанкеры большой вместимости для конкурирующих флотов Ниархоса и Онассиса, которые оба утверждали, что владеют крупнейшим танкером в мире. В 1955 году Vickers Armstrongs Shipbuilders Ltd запустила 30 708 GRT SS Spyros Niarchos. Затем крупнейший в мире супертанкер, он был назван в честь второго сына Ниархоса, Спироса, родившегося ранее в том же году.

## Личная жизнь

### Браки
Ниархос был женат пять раз:
- Первая жена ― Хелен Споридес, дочь адмирала Константина Споридеса.
- Вторая жена ― Мельпомене Каппарис, вдова греческого дипломата[13].
- Третья жена ― Евгения Ливанос, дочь судового магната Ставроса Г. Ливаноса.
  - В течение этого брака имел отношения с Памелой Гарриман.
- Четвертая жена ― Шарлотта Форд, дочь магната Генри Форда II.
- Пятая жена ― Афина Спенсер-Черчилль, сестра его третьей жены Евгении.

С конца 1970-х годов и до своей смерти он находился в отношениях с принцессой Иордании Фирьял. 

### Дети
- От третьей жены, Евгении Ливанос, у него было четверо детей:
  - Мария Изабелла Ниархос, заводчица чистокровных лошадей. Замужем за Стефане Гуазе. Мать двоих детей: Артура Гуазе и Майи Гуазе
  - Филиппос, также известный как Филипп Ниархос, коллекционер произведений искусства. Женился в 1984 году на своей третьей жене Виктории Гиннес (р. 1960), которая является младшей дочерью Патрика Бенджамина Гиннеса и баронессы Долорес фон Фюрстенберг-Хедринген. У них было четверо общих детей: Ставрос Ниархос (р. 1985, женат на Дарье Жуковой), Евгения Ниархос (р. 1986), Теодоракис Ниархос (р. 1991), Электра Ниархос (р. 1995).
  - Спирос (р. 1955) женился в 1987 году на Дафне Гиннесс (р. 1967), дочери Джонатана Гиннеса, 3-го барона Мойна от его второй жены Сюзанны Лисни. В браке родились трое детей: Николас Ставрос Ниархос (р. 1989), Алексис Спирос Ниархос (р. 1991) и Инес Ниархос (р. 1995). Спирос ― хороший друг принца Эрнста Августа Ганноверского и был шафером на его свадьбе с принцессой Каролиной Монако.
  - Константин, или Константин Ниархос (1962-1999); женился в 1987 году (развелся) на принцессе Алессандре Боргезе; женился во-вторых на бразильской художнице Сильвии Мартинс. Он был первым греком, взобравшимся на Эверест. После его смерти от массовой передозировки кокаина в 1999 году The Independent (Великобритания) сообщила, что ему оставили миллиард долларов в качестве его доли в наследстве его покойного отца.
- От четвертой жены, Шарлотты Форд, был один ребенок:
  - Елена Форд (р. 1966).

## Смерть
Ниархос умер в 1996 году в Цюрихе. Он похоронен в семейной усыпальнице на кладбище Буа-де-Во в Лозанне. На момент его смерти его состояние оценивалось в 12 миллиардов долларов. Когда Ниархос умер, он оставил 20% своего состояния благотворительному фонду, который должен был быть создан в его честь, а другую часть своим трем сыновьям и дочери Марии от брака с Евгенией Ливанос. Он исключил Елену Форд, свою дочь от бывшей жены Шарлотты, из своего завещания. Она подала в суд на поместье как в швейцарском, так и в греческом судах за свою 1/10 долю, оцененную в 700 миллионов фунтов стерлингов.